# Bulbophyllum cruentum
Bulbophyllum cruentum là một loài phong lan thuộc chi Bulbophyllum.